# Wagenhals 14 HP
Der Wagenhals 14 HP war ein leichtes, dreirädriges Nutzfahrzeug, das zu Beginn des 20. Jahrhunderts in den USA hergestellt wurde und zeitweilig auch als Personenwagen und Taxi erhältlich war.
Hersteller war die 1910 in St. Louis (Missouri) gegründete Wagenhals Manufacturing Company, die noch im gleichen Jahr nach Detroit, Michigan umzog und 1911 in Wagenhals Motor Company umbenannt wurde.
Das Unternehmen musste 1915 schließen. Der 14 HP wurde sicher bis 1914, möglicherweise bis 1915 gebaut. Bis mindestens 1913 war er das einzige Modell des Herstellers.

## Technik
Konstruiert wurde das eigenwillige Fahrzeug vom Eisenbahningenieur W. G. Wagenhals. Es war als besonders großes Dreirad ausgelegt, mit zwei gelenkten Vorder- und einem angetriebenen Hinterrad. Der Fahrersitz befand sich zuhinterst im Heck, seitlich vom notdürftig verschalten Hinterrad. Die Ladefläche erstreckte sich vor dem Fahrer bis zur Front. Dieses neuartige Nutzfahrzeugkonzept war nicht Wagenhals’ Idee. Es konnte sich für größere Nutzfahrzeuge auch nicht durchsetzen. Anwendungen finden sich für Leichtfahrzeuge, oft auf der Basis von Cyclecars, bis in die 1930er Jahre; außerdem hielten sie sich in der Nische von Transportgeräten im Werkverkehr.
Zeitgenössische Abbildungen zeigen aber auch Versionen mit konventionellerer Anordnung der Fahrersitzes für Personenwagen.

### Fahrgestell
Die zeitgenössischen Abbildungen lassen auf einen Kastenrahmen schließen, auf dem mit einem Abstand ein Hilfsrahmen aufgesetzt wurde. Dieser trägt die Karosserie. Die Achsen scheinen ungefedert, jedoch gibt es eine Federung zwischen Rahmen und Hilfsrahmen. Hinten besteht diese aus längs angeordneten Blattfedern. Zu den Bremsen gibt es keine Angaben; sie dürften aber entweder auf Getriebe, Differential oder, bei dieser Anordnung mit mittigem Hinterrad eher unwahrscheinlich, direkt auf dieses eingewirkt haben. Vorderradbremsen sind an Serienfahrzeugen erst ab 1920 belegt.
Die Spurbreite der Vorderräder betrug die für damalige Personenwagen üblichen 56 Zoll (142,24 cm), die (wahrscheinlich mit Vollgummireifen bestückten) Artillerieräder hatten die Dimension 30 × 3,5 Zoll (762 × 88,9 cm).
Das Fahrgestell wurde 1912 überarbeitet und auf Underslung-Bauart umgestellt. Tatsächlich kann es sich infolge der eigenwilligen Konstruktion nicht um ein typisches Underslung-Fahrwerk gehandelt haben, weil die Federn nicht die Achsen, sondern den Hilfsrahmen stützten. Die Achsen wurden nun aber nicht mehr unter dem Chassis geführt, sondern zwischen diesem und dem Hilfsrahmen. Durch den tieferen Schwerpunkt wurde die Stabilität des Fahrzeugs verbessert.

### Motor
Der Motor von unbekannter Herkunft war ein Zweizylindermotor, möglicherweise ein Boxer, der vor und über der Vorderachse quer eingebaut wurde. Die Zylinderbohrung betrug 4 Zoll (101,6 mm), der Hub 5 Zoll (127 mm). Daraus ergibt sich ein Hubraum von 125,7 c.i. entsprechend 2060 cm³. Die Leistung von 14 bhp (10,44 kW) führte zur Modellbezeichnung.

### Kraftübertragung
Die Literatur nennt für den Personenwagen ein Dreigang-Planetengetriebe und Kettenantrieb auf das Hinterrad.

## Produktion
Zwischen 1910 und 1913 wurden 110 bis 140 Fahrzeuge in allen Varianten des 14 HP gebaut. Für 1914 und 1915 sind keine Zahlen mehr verfügbar, auch nicht gesamthaft für das erweiterte Programm. Zudem steht nicht fest, ob mit einem mehrfach erwähnten „kleinen“ Modell zu US$ 350 der 14 HP oder eine Ableitung davon gemeint ist, was zumindest naheliegt.
- 1911: 20 Exemplare[1][7]
- 1912: 40 Exemplare[1][7]
- 1913: 50[7] bis 80[1]

Seinen Motorwagen entwarf Wagenhals vorwiegend als Kleintransporter. Erwähnt sind „offene“ und „geschlossene“ Lieferwagen (Pritschen- und Kastenwagen) sowie „gelegentlich“ ein Runabout oder Taxi. Für letzteres fand sich keine Abbildung, sodass unklar ist, wie dieser Aufbau ausgesehen hat.

## Andere Modelle von Wagenhals
Ab 1913 gab es weitere Modelle von Wagenhals nach dem gleichen Konzept. Dazu gehörten der 24 HP mit Vierzylindermotor und ein kleinerer Transporter mit Elektro- oder Ottomotor.